# Toeplitzmatris
Inom matematiken och linjär algebra är en Toeplitzmatris en matris som har samma tal i alla sina diagonaler från vänster till höger, uppifrån och neråt. Matrisen är uppkallad efter matematikern Otto Toeplitz.

## Definition
En toeplitz definieras genom att elementen {\displaystyle a_{ij}} i matrisen uppfyller:
{\displaystyle a_{ij}=a_{i-1j-1}}
Sådana matriser kan skrivas:
{\displaystyle {\begin{pmatrix}a_{0}&a_{-1}&a_{-2}&\ldots &a_{-n}\\a_{1}&a_{0}&a_{-1}&\ldots &a_{-n+1}\\a_{2}&a_{1}&a_{0}&\ldots &a_{-n+2}\\\vdots &\vdots &\vdots &\ddots &\vdots \\a_{n}&a_{n-1}&a_{n-2}&\ldots &a_{0}\end{pmatrix}}}
Ett exempel är:
{\displaystyle {\begin{pmatrix}a&b&c&d&e\\f&a&b&c&d\\g&f&a&b&c\\h&g&f&a&b\\j&h&g&f&a\end{pmatrix}}}